# 瀨棚町
瀨棚町（日语：／ Setana chō */?）是日本北海道檜山振興局北部的一個城鎮。北邊的狩場山到西邊面向日本海的陡峭海岸，位於狩場茂津多道立自然公園的範圍內。東南部則是以遊樂部岳為主的山區。一級河川後志利別川流經町內的中心地。當地以農業和漁業為主，生產稻米、馬鈴薯、番茄、菠菜等農產品。漁業方面以北魷、遠東多線魚、鮑魚、海膽等海產為主。
現在的瀨棚町和2005年以前的前身行政區劃「瀨棚町」的中文名稱雖然同為「瀨棚」，但日文原名是不同的，現在的瀨棚町日文原名是使用「瀨棚」的平假名。町名源自阿伊努語的「seta-ru-pes-pe-nay」，經簡略後成為「seta-nay」，意思是狗的河川。

## 歷史
- 1869年：設置瀨棚郡瀨棚村、梅花都村、中歌村、虻羅村、島歌村；久遠郡太田村、上古丹村、一艘澗村、三艘澗村、日方泊村、湯之尻村、平田內村、貝取澗村、長磯村；太櫓郡太櫓村、古櫓多村、良瑠石村、鵜泊村。[4]
- 1880年：設置瀨棚村戶長役場。
- 1881年：一艘澗村、三艘澗村、日方泊村合併為久遠村。
- 1897年：利別村（現在的今金町）從瀨棚村分村。
- 1902年4月1日：
  - 瀨棚村、梅花都村、中歌村、虻羅村、島歌村合併為瀨棚村，並成為北海道二級村。
  - 東瀨棚村從瀨棚村分村。
  - 太田村、上古丹村、久遠村、湯之尻村合併為久遠村。
- 1906年4月1日：
  - 瀨棚村成為北海道一級村
  - 太櫓村、古櫓多村、良瑠石村、鵜泊村合併為太櫓村。
- 1921年1月1日：瀨棚村改制為瀨棚町。
- 1923年4月1日：平田內村、貝取澗村、長磯村合併為貝取澗村。
- 1953年10月1日：東瀨棚村改制為東瀨棚町。
- 1955年4月1日：
  - 久遠村、貝取澗村合併為大成村。
  - 瀨棚郡東瀨棚町和太櫓郡太櫓村合併為瀨棚郡北檜山町。
- 1966年10月1日：大成村改制為大成町。
- 2005年9月1日：瀨棚郡瀨棚町、瀨棚郡北檜山町、久遠郡大成町合併為久遠郡瀨棚町。

## 交通

### 機場
- 函館機場（位於函館市）

### 港口
- 瀨棚港
  - 東日本海渡輪：瀨棚 - 奧尻

### 鐵路
過去曾有國鐵瀨棚線，但已於1987年3月15日停駛。

### 道路
| 一般國道 - 國道229號 - 國道230號 - 國道276號 | 主要地方道 - 北海道道42號八雲北檜山線 道道 - 北海道道232號今金北檜山線 - 北海道道345號矢淵東瀨棚停車場線 - 北海道道447號西大里瀨棚停車場線 - 北海道道677號小倉山丹羽停車場線 - 北海道道740號北檜山大成線 - 北海道道783號東大里瀨棚停車場線 - 北海道道936號丹羽今金線 |

### 巴士
- 函館巴士
- 瀨棚町營巴士

## 觀光景點
| - 三本杉岩 - 茂津多岬燈塔 - 荻野吟子顕彰碑：日本早的女性醫師，曾生活與此 - 立象山展望台 - 玉川公園 - 浮島公園 - 親子熊岩 - 太田神社（最難抵達的神社） - 太田定燈篭 - 三本杉海水浴場 - 平濱海水浴場 - 長磯海岸、太田海岸 - 瀨棚青少年旅行村 | - 南川遺跡出土物（北海道指定有形文化財） |

## 教育

### 高等學校
| - 道立北海道瀬棚商業高等學校 | - 道立北海道檜山北高等學校 （页面存档备份，存于） | - 道立北海道大成高等學校 （页面存档备份，存于） |

### 中學校
| - 瀨棚町立瀬棚中學校 | - 瀨棚町立北檜山中學校 | - 瀨棚町立大成中學校 |

### 小學校
| - 瀨棚町立瀬棚小學校 - 瀨棚町立馬場川小學校 - 瀨棚町立島歌小學校 - 瀨棚町立小倉山小學校 - 瀨棚町立北檜山小學校 | - 瀨棚町立左股小學校 - 瀨棚町立玉川小學校 - 瀨棚町立二俣小學校 - 瀨棚町立太櫓小學校 | - 瀨棚町立若松小學校 - 瀨棚町立久遠小學校 - 瀨棚町立長磯小學校 - 瀨棚町立平田內小學校 |

## 姊妹市・友好都市

### 海外
- 汉福德（美國 加利福尼亞州）

### 日本
- 豐山町（愛知縣）
過去在1890年代曾有來自現在的豐山町地區的居民在現在的瀨棚町地區開墾，兩地因而在2019年締結為友好交流城市。[5][6]

## 本地出身的名人
- 北瀬海弘光：前相撲力士關脇、現君濱親方
- 佐藤孝行：政治家
- 大受久晃：前相撲力士大關、現朝日山親方
- 山田吾一：俳優

## 外部連結
- （日語）檜山廣域行政組合 （页面存档备份，存于）
- （日語）瀨棚商工會青年部
- （日語）瀨棚警察署